# Castello di Stenico
Il castello di Stenico si trova presso l'omonimo paese in Trentino occidentale; esso è la testimonianza dell'importanza che questo luogo ha avuto in passato.

## Descrizione

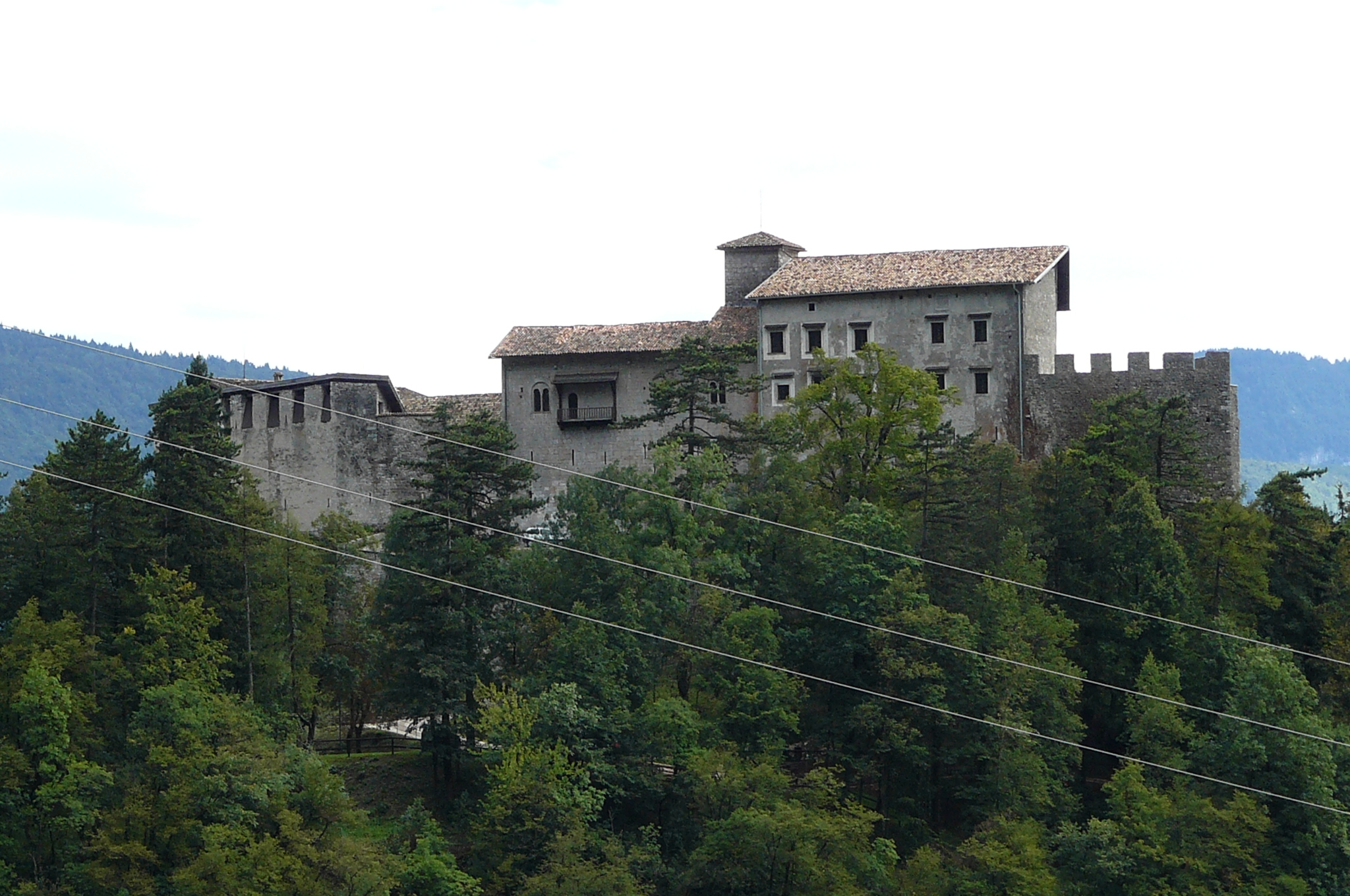
Il castello di Stenico

Esso risale al XII secolo, ma è legato ad un preesistente castelliere preistorico, dato che la zona dove poggia è altamente strategica poiché controlla il territorio a ovest di Trento. La proprietà del maniero era passata nel XIII secolo in mano al principe vescovo di Trento, che sottopose la struttura a continui ampliamenti e modifiche fino a trasformarla in una pregevole residenza vescovile che controllava il territorio anche grazie a un suo funzionario: il Capitano delle Giudicarie.
Il capitano amministrava la zona sia sul piano militare, economico e politico, ferme restando le autonomie riconosciute alle sette pievi delle Giudicarie, che garantivano una certa autonomia anche dal principato vescovile alla zona. Per quasi otto secoli fu occupato da un Capitano e dai luogotenenti che, in nome del Principe vescovo di Trento, esercitavano la funzione di massima autorità politico-amministrativa nel territorio giudicariese. Il nucleo più antico si eleva nella famigerata "torre della fame" dove i prigionieri venivano condannati a morire di stenti. Il castello fu quindi per lunghi secoli il centro politico, amministrativo e giudiziario dell'intera valle.
Con la secolarizzazione del principato vescovile, il castello fu utilizzato dal governo austriaco come sede dell'Imperial Regio Giudizio ed Ufficio delle Imposte. Durante la dominazione austriaca del Trentino, sul finire dell'Ottocento, il castello fu in parte ricoperto con tavolette di cemento. Trasferita la proprietà al demanio italiano fu utilizzato come Pretura e poi come sede dei carabinieri. La provincia di Trento nel 1973 ha iniziato i lavori di restauro ed in seguito lo ha aperto al pubblico.
Il castello è rientrato negli ultimi anni nel circuito delle esposizioni museale del castello del Buonconsiglio a Trento oltre a essere diventato sede della biosfera dell'UNESCO per quanto riguarda le Alpi Ledrensi e Giudicarie.